# Joannes Cieremans
Joannes Cieremans (latinisé en : Ioannes Pascasius Cosmander ou simplement Cosmander), né à Bois-le-Duc (Pays-Bas) le 7 avril 1602 et décédé à Olivence (Portugal) le 20 juin 1648), est un prêtre jésuite des Pays-Bas méridionaux, mathématicien, architecte et ingénieur militaire. Il fut actif surtout au Portugal. En 1646, il est expulsé de la Compagnie de Jésus pour insubordination.

## Biographie

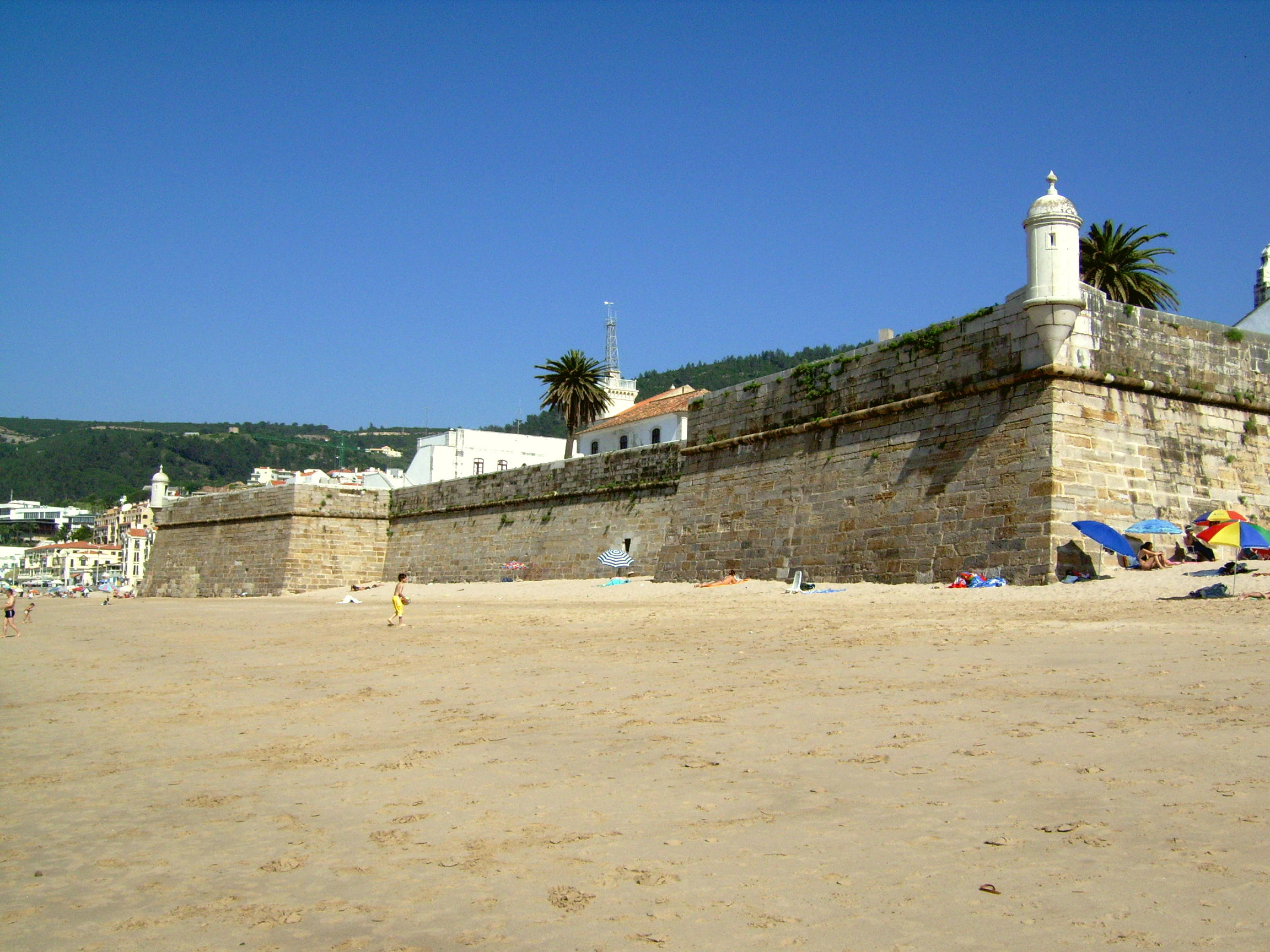
Forteresse de Santiago à Sesimbra

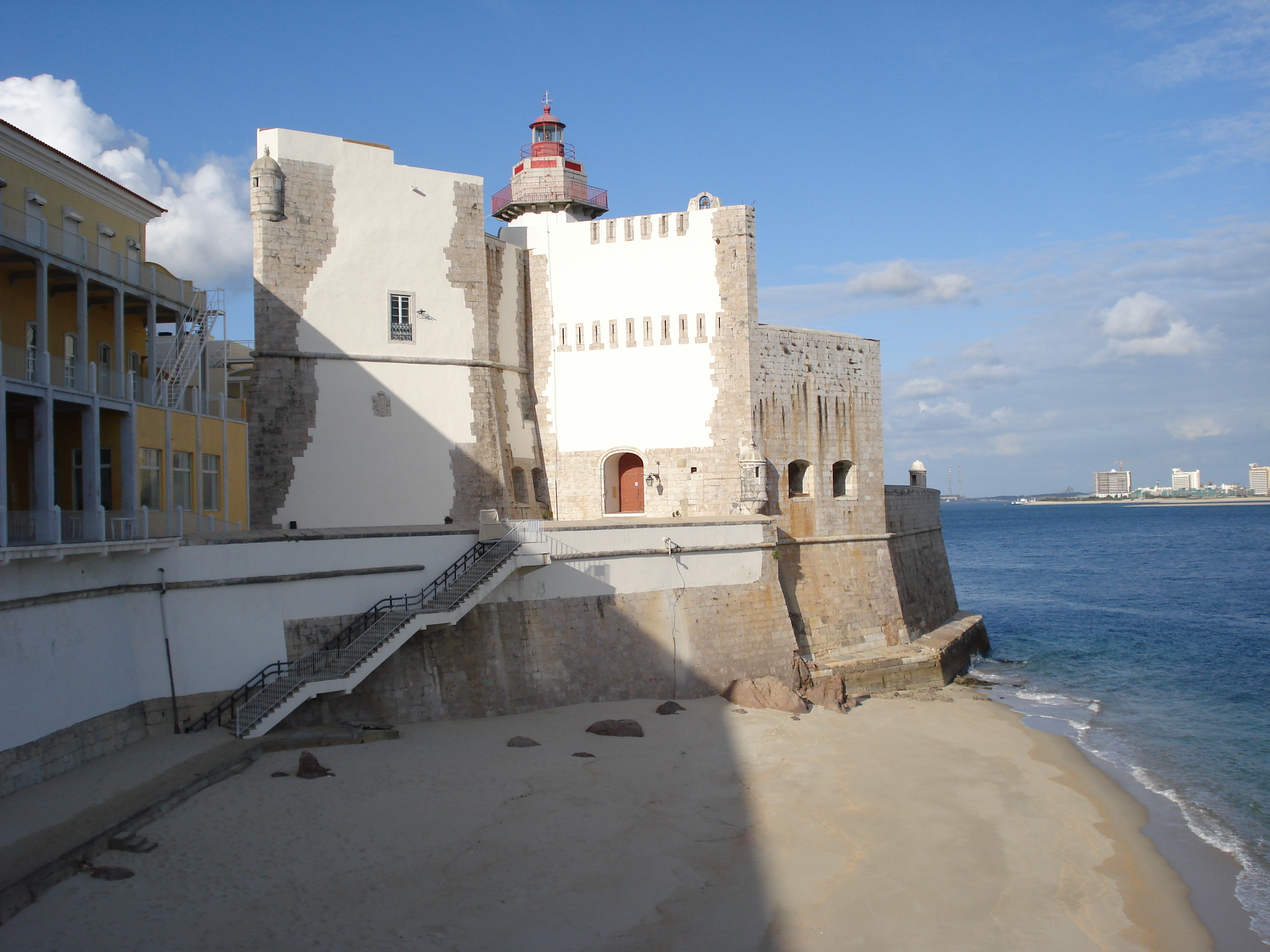
Fort Santiago de Outão

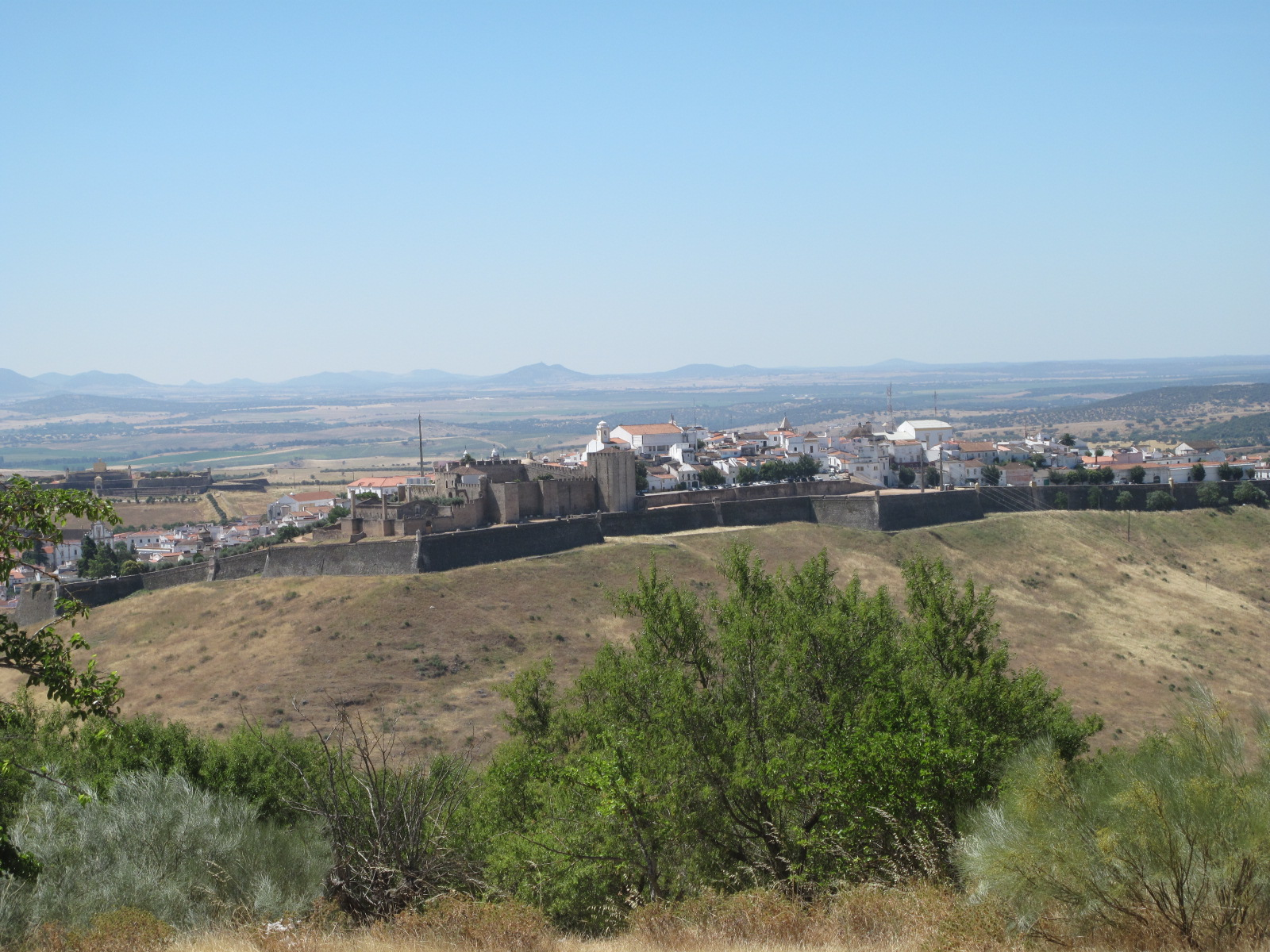
Place-forte d'Elvas

Cieremans entre chez les Jésuites le 6 novembre 1619 et fait son noviciat à Malines. Il est formé à la philosophie, à la théologie et aux mathématiques au scolasticat jésuite de Louvain entre 1619 et 1630 où il est ordonné prêtre, le 4 avril 1634. Il enseigne ensuite les mathématiques à Anvers et Louvain, et l'humanisme dans la première ville. Il est présent au Portugal en 1641, lorsqu'il passe au collège des Jésuites de Lisbonne qui sert de lieu de transit à cette époque pour les missionnaires en partance pour l'Asie. 
Présenté à la cour du roi Dom João IV il impressionne ce dernier par ses connaissances dans le domaine des mathématiques et l'art de la fortification. Le roi décide de le garder au Portugal. 
Dans le cadre de la guerre de restauration de l'indépendance du Portugal, à partir de 1640, contre une invasion espagnole imminente, il était nécessaire d'entreprendre la restructuration complète des fortifications frontalières du Portugal et l'adaptation de leurs structures fixes médiévales aux exigences de l'artillerie de l'époque.
Après le déclenchement des hostilités avec l'Espagne, les meilleurs ingénieurs des fortifications du pays étant en service outre-mer, Cosmander se trouve être le meilleur spécialiste dans le royaume. Il accepte le poste proposé par le roi qui le nomme au grade de colonel des ingénieurs de l'armée portugaise. Le Conseil de guerre le charge d'inspecter l'état des fortifications de Lisbonne et Setúbal.
Cosmander est probablement l'auteur des plans des deux fortifications majeures réalisées pour la défense de Lisbonne - le Forte de São João das Maias, à partir de 1644, le Forte de São Pedro de Paço de Arcos - et près de Setűbal, le fort Santiago de Sesimbra et les ouvrages du fort Santiago de Outão.
En 1643, il se trouve dans l'Alentejo, ingénieur de la province d'Alentejo, avec Philipe Guitau et Rui Correia Lucas, qui avaient constitué un conseil pour assurer la défense de cette province. Son chef-d'œuvre militaire y est la place-forte d'Elvas.
Il est ensuite nommé superintendant des fortifications, ce qui lui donnait l'autorité sur les autres ingénieurs, y compris l'ingénieur en chef du royaume, Charles Lassard, considéré comme moins compétent que lui.  Devenu indépendant et ne répondant plus aux injonctions du Supérieur Général, Vincenzo Carafa, il est expulsé de la Compagnie de Jésus pour 'insubordination', en 1646.
En Alentejo, il a travaillé sur les fortifications suivantes :
- Évora (Fort de Santo Antonio da Piedade ?)
- Forteresse d'Estremoz
- Portes et bastions de la deuxième ligne de fortifications d'Estremoz (XVIIe siècle)
- Forteresse de Olivença
- Forteresse de Campo Maior
- Castelo de Vide
- Forteresse de Juromenha, dont les travaux ont été commencés et suspendus en raison des coûts élevés et des difficultés techniques qui sont apparus. Ils ont été poursuivis par Nicolas de Langres.

Alors qu'il allait surveiller les travaux de la place-forte de Olivença, il est surpris par les Espagnols sur la route entre Estremoz et Elvas, en 1647. Il est alors passé côté espagnol, ce qui fut csidéré comme un acte de trahison envers la couronne portugaise. Dans l'attaque contre les Portugais d'Olivença dirigés par João Telo de Meneses, il fut mortellement blessé par un coup de feu, alors qu'il tentait de forcer une porte.

## Sources
- (pt) Cet article est partiellement ou en totalité issu de l’article de Wikipédia en portugais intitulé « Joannes Cieremans » (voir la liste des auteurs).